# Sun Valley (Idaho)
Sun Valley é uma cidade turística localizada no estado americano de Idaho, no Condado de Blaine.
Turistas de todo o mundo vão até Sun Valley para praticar esqui na neve, trekking, patinagem no gelo, trilha a cavalo e tênis.

## Demografia
Segundo o censo americano de 2000, a sua população era de 1427 habitantes.
Em 2006, foi estimada uma população de 1452, um aumento de 25 (1.8%).

## Geografia

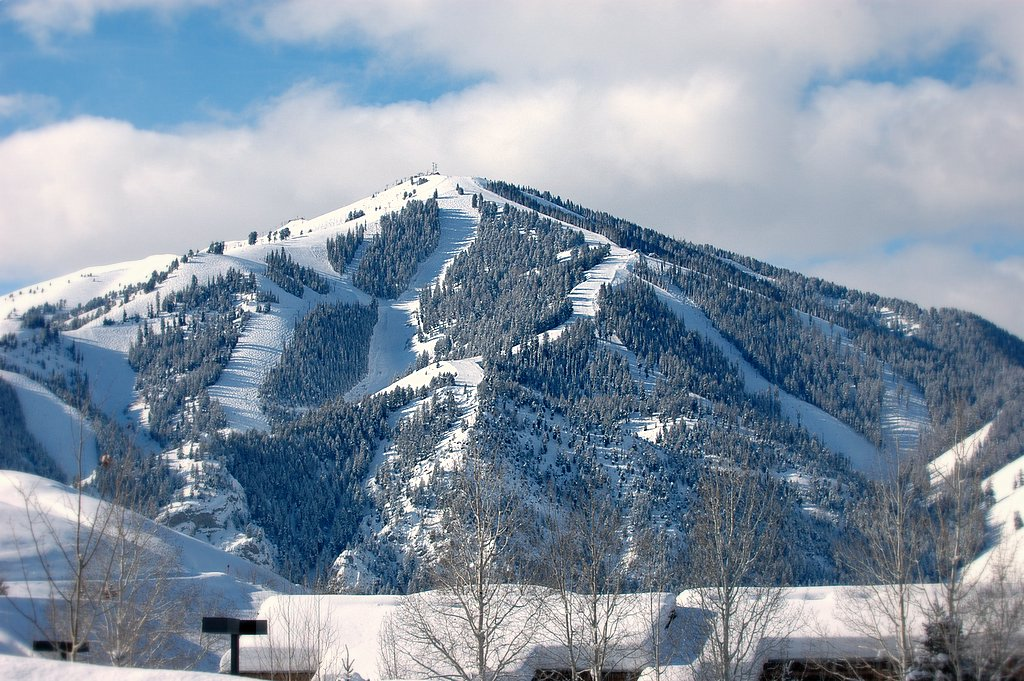
Bald Mountain

De acordo com o United States Census Bureau tem uma área de
25,6 km², dos quais 25,6 km² cobertos por terra e 0,0 km² cobertos por água. Sun Valley localiza-se a aproximadamente 1824 m acima do nível do mar.

## Localidades na vizinhança
O diagrama seguinte representa as localidades num raio de 52 km ao redor de Sun Valley.